# Kapecitabin
Kapecitabin (lat. capecitabinum) je kemijski spoj koji se koristi kao antineoplastik u liječenju malignih bolesti kod čovjeka. Kapecitabin se uzima peroralno, te se u tijelu čovjeka metabolizira u aktivnu tvar koja je fluorouracil (5-FU). Pretvroba kapecitabina u 5-FU odvija se kroz tri enzimatska koraka i dva intermedijarna metabolita. Koristi se za liječenje maligne bolesti debelog crijeva, dojke i želuca.
Kapecitabin je proizvod tvrte Roche (Hoffmann-La Roche) i prodaje pod imenom Xeloda, ali je dostupan i pod drugim generičkim imenima kao npr. Kapetral.
|  | Molimo pročitajte upozorenje o korištenju medicinskih informacija. Ne provodite liječenje bez savjetovanja s liječnikom! |